# Pseudosaga
Pseudosaga is een geslacht van rechtvleugeligen uit de familie sabelsprinkhanen (Tettigoniidae). De wetenschappelijke naam van dit geslacht is voor het eerst geldig gepubliceerd in 1898 door Brancsik.

## Soorten
Het geslacht Pseudosaga omvat de volgende soorten:
- Pseudosaga angolensis Naskrecki, 1994
- Pseudosaga maculata Karny, 1910
- Pseudosaga maraisi Naskrecki, 2003
- Pseudosaga sphinx Brancsik, 1898